# Юльбер Рамадані
Юльбер Рамадані (алб. Ylber Ramadani, нар. 12 квітня 1996, Феріжай) — албанський футболіст, півзахисник італійського «Лечче» і національної збірної Албанії.

## Клубна кар'єра
Народився 12 квітня 1996 року в баварському місті Штарнберг в сім'ї албанців. Вихованець футбольної школи албанського клубу Феріжай.
У дорослому футболі дебютував 2013 року виступами за команду «Феріжай», в якій провів два сезони, взявши участь у 42 матчах чемпіонату. Більшість часу, проведеного у складі У складі, був основним гравцем команди.
Протягом 2014—2015 років захищав кольори команди клубу «Приштина».
Своєю грою за останню команду привернув увагу представників тренерського штабу клубу «Дріта», до складу якого приєднався 2015 року. Відіграв за команду з Г'їлані наступний сезон своєї ігрової кар'єри.
2016 року уклав контракт з клубом «Партизані», у складі якого провів наступний рік своєї кар'єри гравця. Граючи у складі «Партизані» також здебільшого виходив на поле в основному складі команди.
До складу клубу «Вайле» приєднався 2017 року. Відіграв за команду з Вайле понад 100 матчів в національному чемпіонаті, після чого по одному сезону провів в угорському МТК (Будапешт) та шотландському «Абердині».
У серпні 2023 року за 1,2 мільйона євро перейшов до італійського «Лечче».

## Виступи за збірні
Протягом 2016—2017 років залучався до складу молодіжної збірної Албанії. На молодіжному рівні зіграв у 8 офіційних матчах, забив 1 гол.
2018 року дебютував в офіційних матчах у складі національної збірної Албанії.

## Статистика виступів

### Статистика виступів за збірну
Станом на 3 вересня 2023
| Дата       | Місто                | Господарі         | Результат | Гості      | Турнір                               | Голи | Примітки |
| ---------- | -------------------- | ----------------- | --------- | ---------- | ------------------------------------ | ---- | -------- |
| 26-3-2018  | Ельбасан             | Албанія           | 0 – 1     | Норвегія   | товариський матч                     | -    |          |
| 29-5-2018  | Цюрих                | Албанія           | 0 – 3     | Косово     | товариський матч                     | -    |          |
| 3-6-2018   | Евіан-ле-Бен         | Албанія           | 1 – 4     | Україна    | товариський матч                     | -    | 26'      |
| 10-10-2018 | Ельбасан             | Албанія           | 0 – 0     | Йорданія   | товариський матч                     | -    | 46'      |
| 11-6-2019  | Ельбасан             | Албанія           | 2 – 0     | Молдова    | Відбір до ЧЄ 2020                    | 1    | 90+3'    |
| 7-9-2019   | Сен-Дені             | Франція           | 4 – 1     | Албанія    | Відбір до ЧЄ 2020                    | -    | 53'      |
| 14-11-2019 | Ельбасан             | Албанія           | 2 – 2     | Андорра    | Відбір до ЧЄ 2020                    | -    | 73'      |
| 11-11-2020 | Ельбасан             | Албанія           | 2 – 1     | Косово     | товариський матч                     | -    |          |
| 18-11-2020 | Тирана               | Албанія           | 3 – 2     | Білорусь   | Ліга націй УЄФА 2020-2021 - 1º раунд | -    | 90+2'    |
| 28-3-2021  | Тирана               | Албанія           | 0 – 2     | Англія     | Відбір до ЧС 2022                    | -    | 89'      |
| 31-3-2021  | Серравалле           | Сан-Марино        | 0 – 2     | Албанія    | Відбір до ЧС 2022                    | -    |          |
| 8-9-2021   | Ельбасан             | Албанія           | 5 – 0     | Сан-Марино | Відбір до ЧС 2022                    | -    | 71'      |
| 12-10-2021 | Тирана               | Албанія           | 0 – 1     | Польща     | Відбір до ЧС 2022                    | -    | 88'      |
| 12-11-2021 | Лондон               | Англія            | 5 – 0     | Албанія    | Відбір до ЧС 2022                    | -    | 46'      |
| 15-11-2021 | Тирана               | Албанія           | 1 – 0     | Андорра    | Відбір до ЧС 2022                    | -    | 56'      |
| 26-3-2022  | Курналя-да-Льобрегат | Іспанія           | 2 – 1     | Албанія    | товариський матч                     | -    | 61'      |
| 29-3-2022  | Тирана               | Албанія           | 0 – 0     | Грузія     | товариський матч                     | -    | 65'      |
| 6-6-2022   | Рейк'явік            | Ісландія          | 1 – 1     | Албанія    | Ліга націй УЄФА 2022-2023 - 1-й етап | -    | 79'      |
| 10-6-2022  | Тирана               | Албанія           | 1 – 2     | Ізраїль    | Ліга націй УЄФА 2022-2023 - 1-й етап | -    | 58'      |
| 13-6-2022  | Тирана               | Албанія           | 0 – 0     | Естонія    | товариський матч                     | -    |          |
| 24-9-2022  | Тель-Авів            | Ізраїль           | 2 – 1     | Албанія    | Ліга націй УЄФА 2022-2023 - 1-й етап | -    | 67'      |
| 27-9-2022  | Тирана               | Албанія           | 1 – 1     | Ісландія   | Ліга націй УЄФА 2022-2023 - 1-й етап | -    | 79'      |
| 16-11-2022 | Тирана               | Албанія           | 1 – 3     | Італія     | товариський матч                     | -    | 77'      |
| 19-11-2022 | Тирана               | Албанія           | 2 – 0     | Вірменія   | товариський матч                     | -    | 46'      |
| 27-3-2023  | Варшава              | Польща            | 1 – 0     | Албанія    | Відбір до ЧЄ 2024                    | -    |          |
| 17-6-2023  | Тирана               | Албанія           | 2 – 0     | Молдова    | Відбір до ЧЄ 2024                    | -    |          |
| 20-6-2023  | Торсгавн             | Фарерські острови | 1 – 3     | Албанія    | Відбір до ЧЄ 2024                    | -    |          |
| Усього     |                      | Матчів            | 27        |            | Голів                                | 1    |          |

| Дата       | Місто                    | Господарі | Результат | Гості             | Турнір                             | Голи | Примітки |
| ---------- | ------------------------ | --------- | --------- | ----------------- | ---------------------------------- | ---- | -------- |
| 10-10-2016 | Петах-Тіква              | Ізраїль   | 4 – 0     | Албанія           | Кваліфікація молодіжного Євро-2017 | -    | 67'      |
| 25-3-2017  | Ельбасан                 | Албанія   | 0 – 0     | Молдова           | Товариський матч                   | -    | 57'      |
| 27-3-2017  | Тирана                   | Албанія   | 2 – 0     | Молдова           | Товариський матч                   | -    | 70'      |
| 5-6-2017   | Тирана                   | Албанія   | 0 – 3     | Франція           | Товариський матч                   | -    | 52'      |
| 12-6-2017  | Ельбасан                 | Албанія   | 0 – 0     | Естонія           | Кваліфікація молодіжного Євро-2019 | -    | 67'      |
| 4-9-2017   | Рейк'явік                | Ісландія  | 2 – 3     | Албанія           | Кваліфікація молодіжного Євро-2019 | -    | кап. 89' |
| 10-10-2017 | Ельбасан                 | Албанія   | 0 – 0     | Ісландія          | Кваліфікація молодіжного Євро-2019 | -    |          |
| 10-11-2017 | Тирана                   | Албанія   | 1 – 1     | Північна Ірландія | Кваліфікація молодіжного Євро-2019 | 1    | 84'      |
| 6-9-2018   | Кордова (місто, Іспанія) | Іспанія   | 3 – 0     | Албанія           | Кваліфікація молодіжного Євро-2019 | -    |          |
| 11-9-2018  | Кальярі                  | Італія    | 3 – 1     | Албанія           | Товариський матч                   | -    | 46'      |
| Усього     |                          | Матчів    | 10        |                   | Голів                              | 1    |          |